# Anolis chlorocyanus
Espèce
Synonymes
- Deiroptyx chlorocyanus (Duméril & Bibron, 1837)
- Deiroptyx chlorocyanus chlorocyanus (Duméril & Bibron, 1837)
- Anolis laeviceps Lichtenstein, 1856
- Deiroptyx chlorocyanus cyanostictus (Mertens, 1939)

Anolis chlorocyanus est une espèce de sauriens de la famille des Dactyloidae.

## Répartition
Cette espèce se rencontre à Hispaniola. Elle a été introduite au Suriname et en Floride aux États-Unis.

## Liste des sous-espèces
Selon The Reptile Database (3 janvier 2013) :
- Anolis chlorocyanus chlorocyanus Duméril & Bibron, 1837
- Anolis chlorocyanus cyanostictus Mertens, 1939

## Publications originales
- Duméril & Bibron, 1837 : Erpétologie Générale ou Histoire Naturelle Complète des Reptiles. Librairie. Encyclopédique Roret, Paris, vol. 4, p. 1-570 (texte intégral).
- Mertens, 1939 "1938" : Herpetologische Ergebnisse einer Reise nach der Insel Hispaniola, Westindien. Abhandlungen der Senckenbergischen Naturforschenden Gesellschaft, vol. 449, p. 1-84.